# Landesarbeitsgemeinschaft für eine andere Weiterbildung NRW

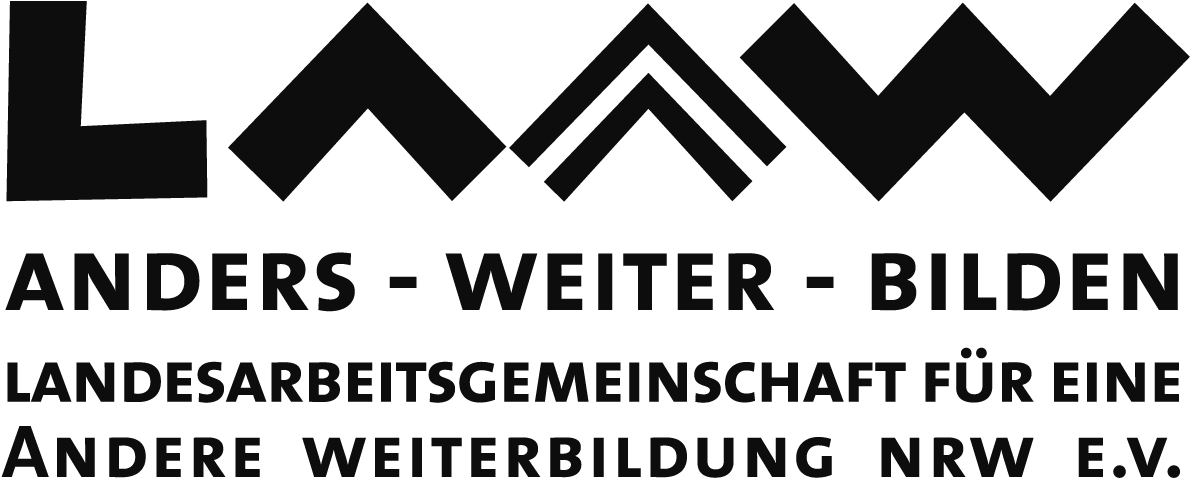
Logo der LAAW NRW

Die Landesarbeitsgemeinschaft für eine andere Weiterbildung NRW (LAAW.nrw) ist ein Zusammenschluss von (derzeit) 46 nordrhein-westfälischen öffentlichen Weiterbildungseinrichtungen in gemeinnütziger Trägerschaft. Alle diese Einrichtungen sind nach dem Weiterbildungsgesetz NRW staatlich anerkannt und gefördert. Sie haben unterschiedliche Profile von allgemeiner, politischer, beruflicher und kultureller Weiterbildung sowie Familienbildung, arbeiten zum Teil örtlich, zum Teil landes- und bundesweit. Diese Bildungswerke haben ihren Sitz in allen Regionen von Nordrhein-Westfalen.

## Entstehung und Entwicklung
Die LAAW entstand im September 1982 aus der Kooperation jüngerer Bildungswerke, die meistens aus den „neuen sozialen Bewegungen“ (siehe Artikel neue soziale Bewegungen, also neuer Friedensbewegung, Frauenbewegung, Ökobewegung usw.) entstanden waren, aus deren Versuchen, selbstorganisiertes Lernen zu organisieren und eine breite Bildungsarbeit für diese politischen Anliegen zu machen. Die meisten von ihnen verstanden sich als selbstorganisiert mit einer besonderen Nähe zu ihren Teilnehmenden und bewahren bis heute Teile dieses Selbstverständnisses. Viele Bildungswerke sind in ihrem Arbeitsalltag vernetzt mit Soziokulturzentren, Bürgerinitiativen und Selbsthilfegruppen. Diese Einrichtungen erhielten zwar eine staatliche Anerkennung und minimale finanzielle Förderung; wegen gesetzlicher Auflagen und Zuschusskürzungen sind die meisten von ihnen aber relativ klein geblieben.
Die inhaltlichen Ausrichtungen haben sich seit den Gründungsjahren teilweise verändert: Weil die Trägervereine dieser Einrichtungen (im Unterschied zu den Großverbänden, Kirchen etc., die andere Bildungseinrichtungen tragen) keinen wesentlichen finanziellen Beitrag leisten können, sind die LAAW-Einrichtungen schon länger stark auf Teilnahmegebühren angewiesen. Obwohl politische Bildung immer noch einen hohen Anteil hat (ca. 30 %), hat ihre Bedeutung etwas abgenommen. Auch im Themenbereich Migration/Integration leisten LAAW-Einrichtungen seit langem Bildungsarbeit. Neue und marktfähige Angebote wie Gesundheitsbildung und kulturelle Bildung sind angewachsen, aber auch in der beruflichen und berufsnahen Weiterbildung und bei der Vermittlung sog. Schlüsselqualifikationen sind LAAW-Bildungswerke präsent. Neuere Akzente liegen in der Kooperation mit Schulen und Vorschulbereich.

## Ziele und Bedeutung
Die LAAW organisiert eine in Nordrhein-Westfalen bis heute relativ starke „alternative“ Strömung der Erwachsenen- und Weiterbildung. Der Verband unterstützt seine Mitglieder fachlich und bildungspolitisch: Er formuliert die Interessen einer unabhängigen und professionell angeleiteten Bildungsarbeit, setzt sich für eine berechenbare staatliche Förderung ein und organisiert Fortbildungen, Fachtagungen und Erfahrungsaustausch für seine Mitglieder. Die LAAW unterstützt die einzelnen Einrichtungen insbesondere in Fragen der Organisationsentwicklung und des Qualitätsmanagements.
Anliegen der LAAW sind laut ihrer Programmatik
- die Ganzheitlichkeit des Menschen in den Fokus des Bildungsprozesses zu nehmen
- auf die Handlungskompetenz der Lernenden abzuzielen
- Chancengerechtigkeit beim Zugang zu Weiterbildung zu verwirklichen

Die Mitgliedseinrichtungen der LAAW führen jährlich etwa 140.000 Unterrichtsstunden und 50.000 Teilnahmetage durch und erreichen damit 60.000 Bildungswillige. Viele dieser Bildungswerke waren Vorreiter bei der Entdeckung neuer Themenfelder der Weiterbildung, bei der Zusammenarbeit mit neuen Zielgruppen wie Migranten und Flüchtlingen sowie beim Experimentieren mit kreativen, aktivierenden Lehr- und Lernmethoden.
Der Verband beteiligt sich an bildungspolitischen Kampagnen – z. B. für den Bildungsurlaub oder für eine kontinuierliche öffentliche Förderung; er hat wesentlich zur Entwicklung eines neuen Qualitätsmanagement-Systems für die Weiterbildung („Gütesiegelverbund Weiterbildung“) beigetragen.
Gemeinsam mit den Landesverbänden der Volkshochschulen, der konfessionellen Weiterbildung und anderer „freier Träger“ sorgt er für die kritische Begleitung der Landespolitik und organisiert die öffentliche Debatte zur Weiterentwicklung der Weiterbildung (z. B. im Rahmen von Evaluationen, Veränderungen des Weiterbildungsgesetzes, Weiterbildungskonferenzen, regionalen Zusammenschlüssen).
Die LAAW kooperiert mit ähnlichen Zusammenschlüssen in anderen Bundesländern – z. B. dem Verein Niedersächsischer Bildungsinitiativen, der Landesarbeitsgemeinschaft für eine andere Weiterbildung Baden-Württemberg, der Landesarbeitsgemeinschaft Anderes Lernen in Rheinland-Pfalz und der Landesarbeitsgemeinschaft für politisch-kulturelle Bildung in Brandenburg im Rahmen einer „Bundesarbeitsgemeinschaft für eine andere Weiterbildung“.

## Organisation
Die LAAW ist ein gemeinnütziger Verein, wird von einem ehrenamtlichen Vorstand geleitet und verfügt über eine Geschäftsstelle samt Geschäftsführung. Die interne Kommunikation und Willensbildung verläuft in erster Linie über 4 Regionalgruppen in den Regionen Bielefeld/Ostwestfalen, Münster, Ruhrgebiet und Köln/Bonn. Jährlich finden 2 Mitgliederversammlungen statt; die Regionalgruppen tagen 4- bis 6-mal im Jahr. Fachtagungen und Fortbildungen (z. B. über rechtliche und organisatorische Themen, pädagogische Methoden und bildungspolitische Herausforderungen, einzelne Arbeitsfelder wie Gesundheitsbildung oder politische Bildung) werden unregelmäßig angeboten.